# Barnwood
Barnwood är en ort i distriktet Gloucester i grevskapet Gloucestershire i England, Storbritannien.   Den ligger i den södra delen av landet, 150 km väster om huvudstaden London. Barnwood ligger 29 meter över havet och antalet invånare är 2 500. Barnwood var en civil parish fram till 1967 när blev den en del av Hucclecote och Upton St Leonards. Civil parish hade 2 160 invånare år 1961. Byn nämndes i Domedagsboken (Domesday Book) år 1086, och kallades då Hoden(h)elle.
Terrängen runt Barnwood är platt åt nordväst, men åt sydost är den kuperad.Runt Barnwood är det ganska tätbefolkat, med 192 invånare per kvadratkilometer. Närmaste större samhälle är Gloucester, 2,9 km väster om Barnwood. Trakten runt Barnwood består till största delen av jordbruksmark.